# Sallent
|  | Aquest article tracta sobre el municipi del Bages. Vegeu-ne altres significats a «Sallent (desambiguació)». |

Sallent és una vila, cap del municipi del mateix nom, de la comarca del Bages. Sallent té explotacions de sals potàssiques, diferents fàbriques i tallers i un extens polígon industrial a l'entrada sud de la població.

## Història
Els primers pobladors coneguts de la zona s'establiren al poblat ibèric del Cogulló. La vila fou cremada el 3 d'agost de 1713 pel tinent general Armendariz, durant la guerra de Successió espanyola per eliminar els molins de pólvora que hi havia, i de nou en l'onada de repressió desfermada pel duc de Pòpoli a principis de 1714.
A principis del 1714, algunes viles catalanes es van revoltar contra els nous impostos de Felip V. A Balsareny, el sometent a les ordres del sotsveguer del Lluçanès va capturar el regiment borbònic de Lleó. El destacament de Félix Álvarez de la Escalera s'hi va dirigir per socórrer-lo, però va topar amb el Regiment de fusellers de muntanya de Joan Vilar i Ferrer.
La lluita entre els dos bàndols va provocar que els homes de Vilar i Ferrer es repleguessin a Sallent. El 13 de gener, accedint de nit pel portal de la Riereta, els borbònics van aconseguir entrar a la vila. La seva irrupció, a sang i foc, va deixar vuitanta-tres morts, vint-i-cinc dels quals eren sallentins; d'entre les víctimes a ganivetades i d'escopetades, el batlle Bernat Coromines, el conseller Francesc Alzina i l'heroïna Maria Freixau, recordada en un carrer de la localitat des del 1979. El notari Rafel Conangla va ser penjat a Manresa cinc dies després. La vila de Sallent va veure com cremaven algunes cases i com la convertien en ruïnes.
Sallent fou escenari a d'una primerenca industrialització ja a inicis del segle xix, fou pionera a l'estat espanyol en la instal·lació d'un teler mecànic a l'any 1826 la Fàbrica Cal Torres, fundada el 1814. Més tard es fundarien altres fàbriques, arribant a la xifra d'11 a 1860. Donaven feina a unes 1.200 persones. a mitjans de segle es fundaren les primeres societats obreres i hi hagueren les primeres vagues, el 1870 les societats obreres sallentines ingressaren a la federació del tèxtil català les Tres Classes del Vapor. El moviment obrer tindria forta presència, amb una vaga general el 1873, o al celebració d'un primer de maig el 1893 organitzat per rabassaires i obrers tèxtils quan fou prohibit a Manresa.
A principis del segle XX hi arrelà amb força el republicanisme. En destaca la personalitat de Joan Puig Elias, pedagog i fundador d'escoles racionalistes que seguien el model de Ferrer i Guàrdia.
El 1924, es va inaugurar el ferrocarril Manresa-Berga-Guardiola que passava per Sallent, els anys 30 començà l'explotació minera. L'explotació de les mines provocà un notable increment de la població del municipi, que es concentrà majoritàriament a la Botjosa, on fou construïda la colònia obrera de les Mines. Hi afluïren milers de persones —procedents sobretot del Sud Est de la Península. El 1940 hi havia 6.920 h, 8.051 h el 1950 i 9.227 h el 1960. A partir d'aquesta data s’inicià una evolució demogràfica recessiva que encara es manté.
El 1932, Sallent fou un dels escenaris de la vaga revolucionària de l'Alt Llobregat, iniciada a les mines de Fígols que s'estengué pel Berguedà i el Bages, el comitè revolucionari local hi feu una proclama per la revolució social i el comunisme llibertari. Hi hagué també un moviment insurreccional el gener de 1933. Durant els fets d'octubre de 1934 s'hi convocà vaga general i escamots militants del Centre Republicà d'Esquerra (ERC local) i obrers patrullaren la localitat.
Durant la Guerra Civil, les forces d 'esquerra hi tingueren una forta implantació, amb més de 2000 afiliats de la CNT, amb forta presència de la FAI, i prop d'un miler de la UGT, liderada a la localitat per membres del PSUC provinents del PCC, i la Unió de Rabassaires, propera a ERC, conseqüència de l'afiliació obligatòria del període.
Durant el franquisme, Sallent visqué algun episodis de l'activitat dels maquis, amb la presència de personatges com Marcel·lí Massana i Ramon Vila i Capdevila "Caracremada".
Les mines de sals potàssiques —silvina i carnal·lita—, que hom descobrí al subsòl de Sallent, i les instal·lacions fetes per a llur extracció han estat causa d'una gran transformació del paisatge físic i del panorama humà. Les instal·lacions mineres són situades al Sud de la vila, a banda i banda del Llobregat, a la Botjosa i el torrent del Solà, al peu respectivament del Cogulló i del turó del Castell.
La mina de Sallent començà a ser explotada el 1933, per Potasses Ibèriques, de capital hispanofrancès. El 1970 s’uní a la de Balsareny, en passar a ser propietat de Unión de Explosivos Río Tinto i posteriorment passà a ser propietària Ercros. El maig del 1991 l’Institut Nacional d’Indústria (INI) comprà a Ercros les mines de Sallent-Balsareny, i el 1998 passaren a ser propietat d’Iberpotash.
Des de mitjan anys noranta entitats ecologistes i veïnals denunciaren l'acumulació de residus i la contaminació de les aigües associada a l'explotació minera a la muntanya coneguda com el Cogulló, conflicte que donà lloc a un llarg contenciós judicial. L'any 2015 el Tribunal Suprem anul·là definitivament l'autorització ambiental de l'administració catalana, sentència que tanmateix no entrà en vigor fins al juny del 2019.
Durant gairebé tot un segle la minera de potassa tindria un paper molt destacat en l'economia del poble, entrant en declivi a començaments del segle XXI fins que el juny de 2020 a la mina de Vilafruns, ICL Iberia –abans Iberpotash– comunicava el tancament definitiu de la producció.
En l'actualitat el principal sector econòmic és el dels serveis, seguit per l'industrial, amb forta presència degut a la industria derivada de la potassa i també a la seva localització en la cruïlla dels eixos Transversal i Llobregat. Hi ha tres polígons industrials. El dia destinat a mercat setmanal és el diumenge.
La vila gaudeix de festes remarcables. Les Enramades, declarades Festa d'Interès Turístic, se celebren el dijous de Corpus, encara que els actes i els carrers engalanats perduren fins al dilluns següent. La Festa Major, que s'escau el segon cap de setmana de setembre, també se celebra durant 5 dies. I el multitudinari Carnaval es fa 7 setmanes abans de Pasqua.

## Geografia
- Llista de topònims de Sallent (Orografia: muntanyes, serres, collades, indrets..; hidrografia: rius, fonts...; edificis: cases, masies, esglésies, etc).

## Demografia
| 1497 f | 1515 f | 1553 f | 1717 | 1787  | 1857  | 1877  | 1887  | 1900  | 1910  |
| ------ | ------ | ------ | ---- | ----- | ----- | ----- | ----- | ----- | ----- |
| 112    | 112    | 124    | 922  | 1.861 | 4.744 | 4.544 | 4.700 | 4.602 | 4.395 |

| 1920  | 1930  | 1940  | 1950  | 1960  | 1970  | 1981  | 1990  | 1992  | 1994  |
| ----- | ----- | ----- | ----- | ----- | ----- | ----- | ----- | ----- | ----- |
| 4.653 | 5.434 | 6.920 | 8.051 | 9.227 | 8.650 | 8.148 | 7.785 | 7.646 | 7.646 |

| 1996  | 1998  | 2000  | 2002  | 2004  | 2006  | 2008  | 2010  | 2012  | 2014  |
| ----- | ----- | ----- | ----- | ----- | ----- | ----- | ----- | ----- | ----- |
| 7.360 | 7.287 | 7.159 | 7.079 | 7.103 | 7.159 | 7.061 | 7.029 | 6.875 | 6.780 |

| 2016  | 2018  | 2020  | 2022  | 2024  | 2026 | 2028 | 2030 | 2032 | 2034 |
| ----- | ----- | ----- | ----- | ----- | ---- | ---- | ---- | ---- | ---- |
| 6.592 | 6.636 | 6.735 | 6.805 | 6.927 | -    | -    | -    | -    | -    |

| Entitat de població    | Habitants (2024) |
| Sallent                | 6.328            |
| Cabrianes              | 343              |
| la Botjosa             | 114              |
| Cornet                 | 46               |
| Sant Ponç              | 28               |
| Sant Martí i Fucimanya | 28               |
| Serra-sanç             | 21               |
| Sallés de la Serra     | 18               |
| Serraïma               | 6                |
| Font: Idescat          |                  |

## Llocs d'interès

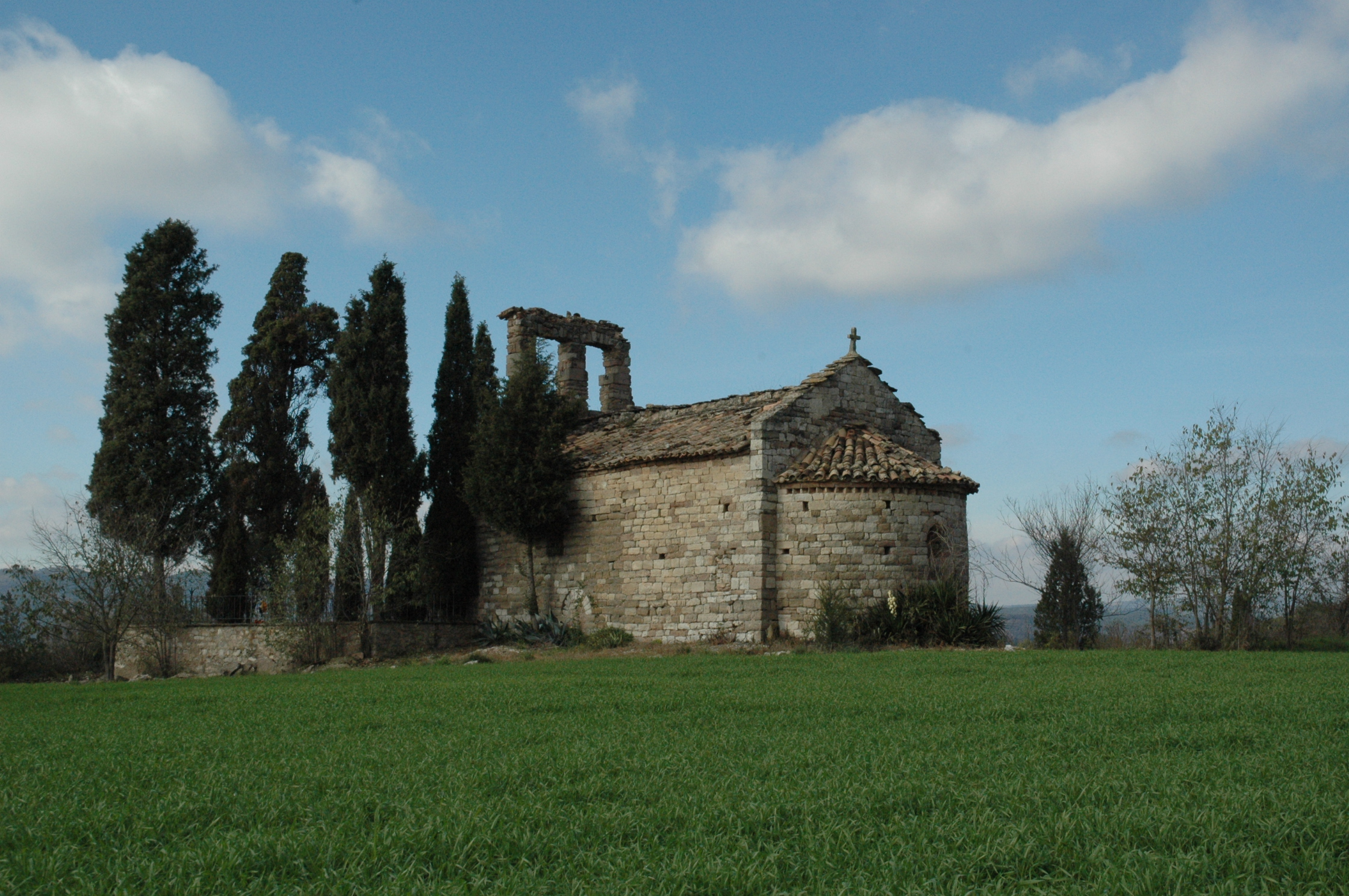
foto de l'església de Serra-sanç, en el terme de Sallent

La vila de Sallent va ser edificada prop d'un congost del Llobregat, al voltant de l'antic castell de Sallent i l'església annexa de Sant Sebastià, que és la rotonda romànica més gran de Catalunya. El municipi és ric en monuments romànics com Sant Pere de Serraïma i Sant Martí de Serraïma, Sant Miquel de Serra-sanç, i Santa Maria de Cornet, una bonica església del segle xii.
Al nucli antic destaca el magnífic edifici gòtic denominat la Casa Gran, la Casa Museu Torres Amat, l'església moderna de Sant Antoni Maria Claret, amb el Museu Casa Natal així com tot l'indret ocupat pel parc municipal, amb la Biblioteca Popular de Sallent edificada el 1918 i inaugurada per la Mancomunitat de Catalunya. Amb el nom de Nostra Senyora dels Miracles hi ha una capella, erigida l'any 1875 i malmesa durant la Guerra Civil, situada prop del nucli de Sallent i catalogada a l'Inventari del Patrimoni Arquitectònic de Catalunya.

## Festes i tradicions

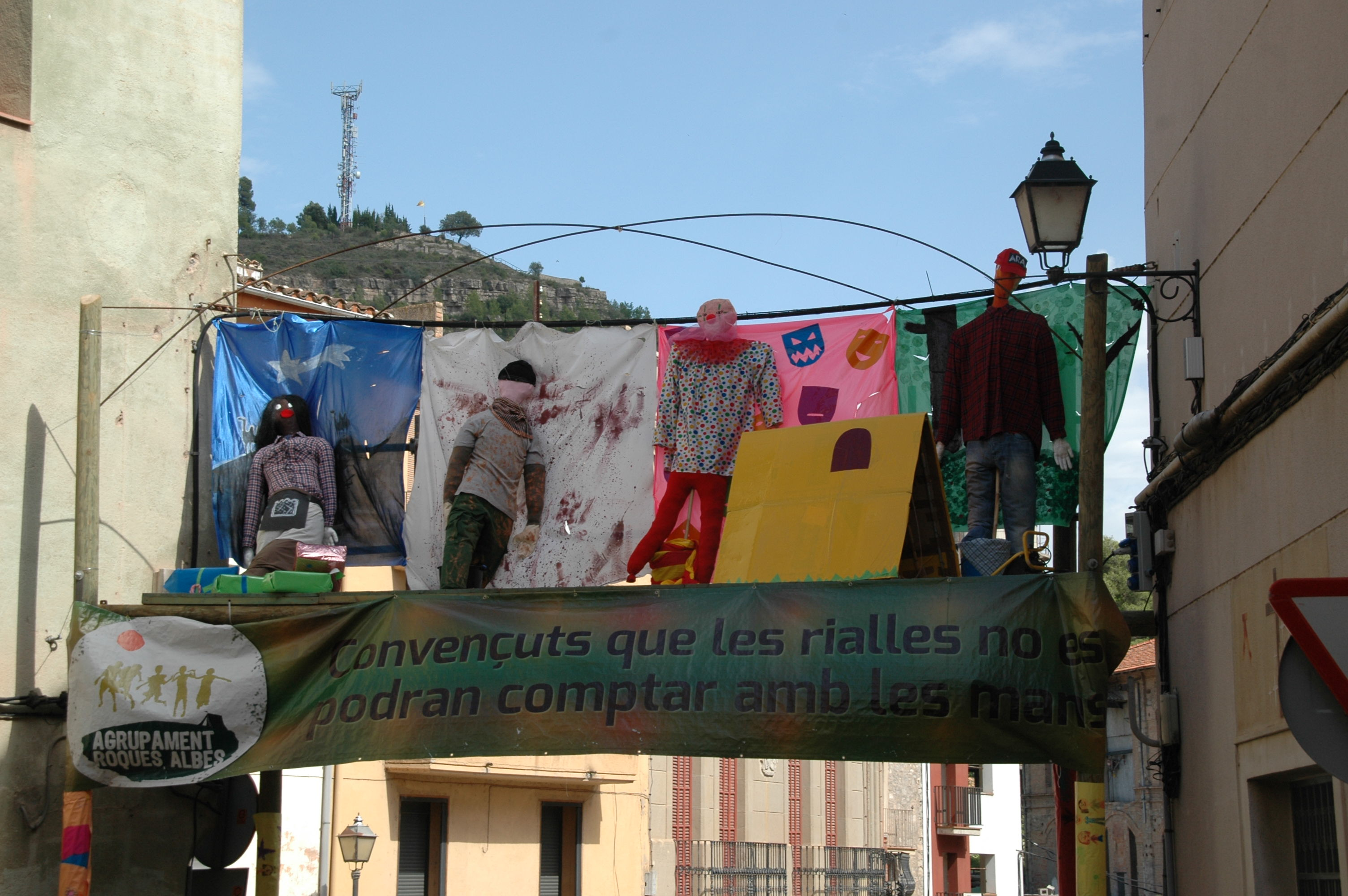
Embotits 2014

Destaca la festa de les enramades de Sallent, declarades festa tradicional d'interès nacional. L'origen de la festa de les Enramades de Sallent és religiosa i està vinculada amb el pas de la processó del Corpus. Se celebra a Sallent d'ençà de l'any 1325. El cap de setmana abans de Corpus tenien lloc els actes preliminars de la celebració, consistia a anar al bosc per tal de collir boix, el qual s'utilitzava per guarnir i engalanar els carrers de la població.
Actualment, aquests guarniments han deixat de ser simples per anar adaptant-se a la modernitat i actualitat. Encara no s'han perdut els típics embotits, els quals fan referència a personatges històrics de la vila. Les Enramades foren declarades Festa Tradicional d'Interès Nacional el 18 de maig de 1999. També, pels voltants de febrer, se celebra a Sallent un dels grans carnavals de la Catalunya Central. Comença el dijous llarder i acaba el dimecres de cendra.
Sallent va ser declarada la 1a Ciutat Gegantera de Catalunya, l'any 1985
Sallent va ser XXV Trobada Comarcal de Gegants del Bages-Berguedà, el març del 2025

## Administració
| Període     | Alcalde o alcaldessa   | Partit polític | Data de possessió | Observacions |
| ----------- | ---------------------- | -------------- | ----------------- | ------------ |
| 1979–1983   | Manuel Díaz Valverdre  | PSUC           | 19/04/1979        | --           |
| 1983–1987   | Manuel Díaz Valverdre  | PSUC           | 28/05/1983        | --           |
| 1987–1991   | Jordi Moltó Biarnés    | CIU            | 30/06/1987        | --           |
| 1991–1995   | Jordi Moltó Biarnés    | CIU            | 15/06/1991        | --           |
| 1995–1999   | Jordi Moltó Biarnés    | CIU            | 17/06/1995        | --           |
| 1999–2003   | Jordi Moltó Biarnés    | CIU            | 03/07/1999        | --           |
| 2003–2007   | Mirella Cortès i Gès   | ERC            | 14/06/2003        | --           |
| 2007–2011   | Jordi Moltó Biarnés    | CIU            | 16/06/2007        | --           |
| 2011–2015   | David Saldoni de Tena  | CIU            | 11/06/2011        | --           |
| 2015–2019   | David Saldoni de Tena  | CIU            | 13/06/2015        | --           |
| 2019-2023   | Oriol Ribalta i Pineda | ERC            | 15/06/2019        | --           |
| Des de 2023 | Oriol Ribalta i Pineda | ERC            | 17/06/2023        | --           |